# Edmund Stone

Method of fluxions, both direct and inverse, 1735

Edmund Stone (... – 1768) è stato un matematico scozzese. Autodidatta di umili origini, fu protetto da John Campbell, II duca di Argyll.

## Opere
- (FR) Edmund Stone, Method of fluxions, both direct and inverse [fre], A Paris, Julien-Michel Gandouin, Pierre-Francois Giffart, Claude Simon, 1735. URL consultato il 19 giugno 2015.